# Cmentarz prawosławny w Obszy (stary)
Cmentarz prawosławny w Obszy – nekropolia w Obszy, należąca początkowo do miejscowej parafii unickiej, następnie prawosławnej. Zachowana w stanie szczątkowym.

## Historia i opis
Cmentarz został założony w końcu w. XVIII lub na początku w. XIX na terenie dawnego ogrodu przy unickiej plebanii w Obszy. Funkcjonował niezależnie od nekropolii, jaka działała w bezpośrednim sąsiedztwie parafialnej cerkwi, a następnie razem z cmentarzem wytyczonym poza wsią. W 1875, wskutek likwidacji unickiej diecezji chełmskiej, ponownie jak świątynia został przemianowany na prawosławny. Jeszcze w 1902 dokonano na nim pochówku zmarłego proboszcza obszańskiej parafii ks. Josifa Czerlunczakiewicza, co może świadczyć o tym, że był nadal sporadycznie używany. Następnie został zniszczony. Teren nekropolii podzielono na zagrody, na części cmentarza urządzono sad. 
Z nekropolii przetrwały trzy nagrobki. Najstarszym jest kamienny postument, pozbawiony pierwotnego zwieńczenia, zbudowany na grobie Jana Czerlunczakiewicza, unickiego proboszcza Obszy zm. 1849, z inskrypcją w języku polskim. Poza tym przetrwał grób jego syna Josifa, również proboszcza miejscowej parafii, pierwotnie unickiego, a po 1875 prawosławnego (zm. 1902), z inskrypcją cerkiewnosłowiańską. Trzeci zachowany nagrobek to żeliwny krucyfiks zdobiony wieńcem.